# Leucrocuta walshi
Leucrocuta walshi är en dagsländeart som först beskrevs av Mcdunnough 1926.  Leucrocuta walshi ingår i släktet Leucrocuta och familjen forsdagsländor. Inga underarter finns listade i Catalogue of Life.